# Кама (танкова школа)
«Кама» (похідне від назви міста Казань та прізвища Мальбрандт) — німецька танкова школа, створена на території СРСР під Казанню, для обходу умов Версальського договору 1919 року. На підставі укладеного 16 квітня 1922 року під час Генуезької конференції Рапалльского договору.
Договір про організацію танкової школи був укладений 3 жовтня 1926 року в Москві. З німецької сторони його підписав керівник «Центру Москва та ВИКО полковник Герман фон дер Літ-Томзен, з радянської — начальник IV розвідувального управління Штабу РСЧА Ян Карлович Берзін.

## Діяльність центру
Німецька бронетанкова школа була створена на території колишніх казарм Каргопольского полка під Казанью і включала військове містечко, стрільбище і танковий полігон.
У 1929 році начальником школи був полковник Вільгельм Мальбрандт (псевдонім „Маркарт“), в 1930 р. — Людвіг Ріттер фон Радльмайер („Раабе“), з 1931 по 1933 роки школу очолював полковник Йозеф Харпе („Хакер“), в майбутньому генерал-полковник вермахта. Заступником начальника школи був представник РСЧА, який керував радянським персоналом і вирішував питання взаємодії з держорганами.
Діяльністю школи керувала „автомобільна інспекція“ або „інспекція № 6“ оборонного управління Німеччини. Німецькі фірми «Крупп», «Рейнметал» і «Ерхардт» отримали від Генштабу секретне завдання-сконструювати і виготовити легкі і середні танки, які в розібраному вигляді були доставлені в Казань. Весь викладацький склад складався з представників німецької сторони.
Усього за більш ніж трирічний період роботи об'єкта підготовку пройшли близько 40 офіцерів рейхсверу. У 1929-30 рр. курси в «Камі» закінчили 10 німецьких офіцерів, в 1931-32 рр. — 11 німецьких офіцерів, а в 1933 р. — 9 осіб. В 1932 році в школі налічувалося 176 осіб навчального і допоміжного персоналу, з них 26 осіб викладачі-німці. Програми навчання радянських і німецьких слухачів відрізнялися один від одного.
Поступово до роботи залучалися і радянські інструктори. Одночасно в школі навчалося не більше 12-15 чоловік. Німецькі офіцери поєднували практичні заняття в СРСР з теоретичною підготовкою в Берліні, в зимовий час. Німці добиралися до Казані через Польщу, використовуючи паспорти на свої імена, але із зазначенням вигаданих професій. У школі офіцери носили форму комскладу РСЧА, але без відзнак..
Для використання у центрі з Німеччини в 1928—1931 роках були направлені 6 танків вагою близько 20 тонн, оснащених двигуном BMW і 75-мм гарматою, і 3 танки вагою близько 10 тонн з 37-мм гарматою. Також були танкетки британського виробництва «Карден-Ллойд», надані радянською стороною в обмін на надання РСЧА допоміжного обладнання. У квітні 1930 року за наказом Ворошилова для посилення матеріальної бази школи зі складу 3-го танкового полку РСЧА в Казані було передано 5 танків «МС-1».
Поступово, на початку 1930-х зацікавленість Німеччини в роботі школи і використанні полігонів на території СРСР стала знижуватися — скорочувалася «німецьке присутність» в школі, згорталася програма технічних випробувань нової бронетехніки. Робота центру незабаром була припинена. Останній німецький транспорт пішов 5 вересня 1933 р. Майно, що представляло інтерес для управління механізації і моторизації РСЧА, було придбано у німецької сторони за 220 тис. руб. і передано в основному в Казанське піхотне училище, яке пізніше було перетворено у Казанське танкове училище.

## Випускники школи «Кама»
За час роботи центру всього було підготовлено близько 250 танкістів. Багато випускників танкової школи «Кама» стали видатними радянськими командирами, в їх числі Герой Радянського Союзу, генерал-лейтенант танкових військ С. М. Кривошеїн. Для німецької сторони за час функціонування школи підготовлено 30 офіцерів рейхсверу (вермахта), в числі яких майбутні генерали вермахту Вільгельм фон Тома і Вольфганг Томал (начальник штабу Гудеріана). У деяких публікаціях стверджується, що в їх числі були німецькі полководці Г. Гудеріан і Еріх Гепнер, однак насправді Г. Гудеріан лише одного разу як начальник штабу автомобільних військ німецького рейхсверу в 1932 році побував на курсах в Казані в якості керівника німецької комісіїи[неавторитетне джерело][неавторитетне джерело][джерело?].

## Джерело
- Дьяков Ю. Л., Бушуева Т. С. Фашистский меч ковался в СССР. М.: Советская Россия, 1992. ISBN 5-268-01487-0
- Жаркой Ф. М. (2014). Под ред. М. Ф. Жаркого (ред.). Танковый марш (рос.) (вид. Изд. 4-е, перераб. и доп.). СПб.: Издательство Михайловской военной артиллерийской академии. ISBN 978-5-98709-303-0. Архів оригіналу за 29 жовтня 2013. Процитовано 15 жовтня 2018. {{cite book}}: Проігноровано невідомий параметр |allpages= (довідка)